# Этюд в изумрудных тонах
«Этюд в изумрудных тонах» (англ. A Study in Emerald) — рассказ английского фэнтезийного писателя и автора графических романов Нила Геймана. История представляет собой кроссовер о Шерлоке Холмсе и вселенной ужасов Ктулху Лавкрафта. Произведение удостоено премии «Хьюго» за лучший рассказ 2004 года. Название является отсылкой к повести о Шерлоке Холмсе «Этюд в багровых тонах». «Этюд в изумрудных тонах» впервые появился в антологии «Тени над Бейкер-стрит» (англ. Shadows Over Baker Street), сборнике рассказов, объединяющих миры Артура Конан Дойля и Лавкрафта; впоследствии рассказ также вошёл в сборник Геймана «Хрупкие вещи: Сказки и истории», в сборник «New Cthulhu: The Recent Weird» и был доступен онлайн. Онлайн-версия сделана в виде газеты или журнала викторианской эпохи, которая включает в себя различные рекламные объявления о таких персонажах, как Влад Цепеш, Виктор Франкенштейн, Джек-потрошитель и доктор Джекил.
Во введении к «Хрупкие вещи» Гейман цитирует концепцию Wold Newton family Филипа Хосе Фармера, Anno Dracula series Кима Ньюмана (который помогал писать Гейману) и «Лигу выдающихся джентльменов» Алана Мура как основные работы, повлиявшие на написание «Этюда в изумрудных тонах».

## Описание сюжета
Повествование начинается от лица неизвестного рассказчика, оказывающегося ветераном войны Великобритании в Афганистане, где его жестоко пытали и от одного прикосновения конечности неизвестного существа у него отмерла рука. По возвращении в Англию и в поисках жилья он стал снимать квартиру на Бейкер-стрит совместно с другим мужчиной, которого практически ежедневно посещали разные личности. Одного из посетителей тот мужчина представил как инспектора Лестрейда, сам назвался детективом-консультантом, оказывающим услуги частным сыщикам и полицейским следователям. Инспектор рассказал им о загадочном и жестоком убийстве, и все вместе отправляются на место преступления. После осмотра окрестностей, тела и помещения, детектив сообщает, что убитый является немецким дворянином и не является человеком, а также высказывает догадки касательно нацарапанного на стене кровью жертвы слова «Rache» (так же, как это было в «Этюде в багровых тонах»). Покинув здание, они садятся в правительственную карету, которая доставляет во дворец к королеве Виктории. Королевой является одно из существ, которые 700 лет назад победили человечество, и вместе с другими Великими Древними правят людьми. Виктория консультируется с ними о продвижении дела, а в качестве поощрения — своим прикосновением исцеляет руку ветерана.
В ходе следствия детектив и ветеран посещают театральное представление об исторической войне 700-летней давности между человечеством и Великими Древними, которые теперь правят на Земле. Главную роль в нём играет высокий человек, который, по мнению детектива, присутствовал на месте преступления. Выдавая себя за театрального агента, детектив предлагает театралу Шерри Верне выгодный контракт и назначает ему и его знакомому с хирургическим образованием (автору пьесы) встречу у себя дома, так как считает их убийцами немецкого дворянина. Считая, что Верне их не заподозрил, и получив согласие на встречу, сыщики удаляются, а Лестрейд по просьбе детектива организует у его дома засаду. В своей квартире детектив объясняет ветерану, что убийцы являются анархистами и так называемыми реставраторами, считающими, что люди сами должны распоряжаться своим миром, а Древние — не благожелательные правители, но порочные и бесчувственные монстры, доводящие своих жертв до безумия и смерти, и питающиеся их отрицательными эмоциями.
К сожалению для детектива и Лестрейда, Верне сам обладает значимым дедуктивным мастерством: установив, что детектив является не тем, за кого он себя выдавал, Верне вместо себя направляет ему письмо, излагая некоторые полезные советы для детективной работы и комплименты нескольким его исследовательским работам, относительно которых он ранее переписывался с ним под настоящим его именем. Понимая подозрения детектива, Верне (или как он подписался в письме — Rache) подтверждает всё установленное детективом и оправдывает свои действия теми многими совершёнными Древними ужасами, которые приходилось видеть, считая это слишком высокой ценой за мир, который проживает человечество под правлением Древних. Когда Лестрейд инициирует поиск преступников, устанавливают, что мужчину с хирургическим образованием зовут Джон Ватсон и он бывший военный хирург. Детектив утверждает, что маловероятно, что преступников поймают на выездах из города, и они скорее всего затаились в городских трущобах. Сыщик просит ветерана сжечь письмо, как компрометирующее своего владельца, но тот прячет его в сейф к ценностям, чтобы дать ему огласку позднее, после смерти всех затрагиваемых в письме лиц.

## Обзор
Читатель с самого начала вводится в заблуждение касательно личностей главных персонажей, считая их Шерлоком Холмсом и доктором Ватсоном, так как информация о них подаётся косвенно и их роли в рассказе параллельны ролям в оригинальных историях о Холмсе Конана Дойля. Действительно, рассказ в первых главах весьма похож на оригинальное произведение о Шерлоке Холмсе, «Этюд в багровых тонах», от которого получило своё название данное произведение.
В то время как никто из персонажей по ходу событий не указывается в явном виде, концовка намекает, что Rache является Холмсом, а детектив и ветеран являются соответственно профессором Мориарти и полковником Себастьяном Мораном (которые в оригинальных книгах о Шерлоке Холмсе являются основными криминальными противниками детектива). Врач-хирург также указывает на личность Джона (или в другом варианте имени — Джеймса) Ватсона.
Другие пересечения:
- Персонаж детектива написал работу The Dynamics of an Asteroid[англ.], которую комментирует Rache в своём письме. В книгах Конана Дойля автором этого труда является Мориарти.[1]
- Рассказчик в конце повествования подписывается инициалами. 'SM', указыващими на имя Себастьян Моран.[2]
- Рассказчик, при появлении Верне, называется Себастианом.
- Персонаж детектива описан как «имеющий тонкую улыбку» — физическая характеристика, неоднократно использованная Дойлом для описания злодейского выражения лица в его историях.
- Рассказчик неоднократно упоминает, что до ранения руки был снайпером, и исцелившись, собирается снова стать им. В книге «Пустой дом», Моран описывается как профессиональный стрелок.[3]
- Черновики Конана Дойля показывают, что первоначально он хотел назвать Шерлока Холмса как «Sherrinford» (которое в некоторых книгах о Холмсе являлось именем его старшего брата). А бабушка Холмса была родственницей французского художника Верне. Поэтому, очевидно, «Шерри Верне» является сценическим именем Холмса..
- В этом рассказе Шерлок — одарённый актёр. В книге «Скандал в Богемии» Шерлок является мастером маскировки. В той же самой книге Ватсон сетует, что «сцена потеряла прекрасного актёра, так же как наука потеряла проницательного учёного, когда детектив стал специалистом криминологии».
- Научная работа «The Dynamics of an Asteroid» детектива, о которой он вёл переписку с высоким актёром, подписана именем «Сигерсон» — это псевдоним, используемый Шерлоком Холмсом в период после его мнимой смерти при бегстве от Мориарти.

Шерлок Холмс Конана Дойля крайне избирателен в изучаемых им областях науки — он глубоко разбирается в таких предметах, как химия, растительные яды и типы почв в разных частях Лондона, но не силён в менее относящихся к преступлениям темам, — например, незнание основ астрономии. В этой же истории детектив, напротив, решает продолжать исследования в области теоретической физики. По этой теме, как открывает рассказчик читателям, детектив и вёл переписку с Rache — о «диких теориях» относительно «соотношения между массой, энергией и гипотетической скоростью света», что называлось «ерундой, но вдохновляющей темой».
Хотя в рассказе прямо не указывается, но на основе даты, стоящей возле «подписи» повествователя после слов о последних событиях в России, можно сделать вывод, что они относятся к скорому убийству царя Александра II в 1881 году, то есть по сюжету — убийство одного из Великих Древних, что является преступлением высокой важности.

## Спин-офф
Британский разработчик игр Мартин Уоллес анонсировал настольную игру, основанную на «Этюде в изумрудных тонах», которая вышла в октябре 2013 года.

## Премии
«Этюд в изумрудных тонах» была удостоена премии «Хьюго» за лучший рассказ 2004 года, премии Локус за лучший рассказ в 2005 году и номинировалась на премию англ. Seiun Award 2006 года за лучший переведённый рассказ.